# 8 mm Lebel
La munition de 8x51 mm R (ex 8x50 mm R) ou 8 mm Lebel est la munition qui fut développée pour un fusil adopté en 1887 avec l'appellation "fusil modèle 1886" dit "Lebel". La base est le fusil modèle 1885 de la Marine, à système Kropatschek en calibre 11 mm "Gras".
La cartouche de 8 mm Lebel (8x51 R) a été une innovation technique dans l'armement portatif mondial, qui a amené une progression spectaculaire par rapport aux anciennes munitions en remplaçant pour la première fois la poudre noire par la poudre sans fumée à base de nitrocellulose.
Inventée en 1884 par Paul Vieille, la poudre « B » (B pour Boulanger ou pour blanche, en opposition à la poudre noire) à base de nitrocellulose (fulmicoton) était destinée à remplacer la poudre noire alors utilisée. Cette invention constitua une percée déterminante dans la technique de fabrication des munitions. La combustion de la poudre fut améliorée, très rapide et quasi complète. Cela a permis de produire une plus grande puissance des armes qui l'utilisaient, et éliminait presque entièrement l'épais nuage de fumée que produisait la poudre noire. Outre le fait qu'elle rendait l'usage des armes beaucoup plus discret, elle permettait la construction d'armes de calibre inférieur à 11 mm et 3 fois plus puissantes qu'en utilisant la poudre noire (le fulmicoton qui la compose est 6 fois plus puissant que la poudre noire). Les munitions furent également beaucoup plus légères, multipliant la capacité d'emport du soldat.
Elles améliorèrent de manière déterminante les caractéristiques balistiques des balles. Les balles perforantes sont propulsées par les cartouches Modèle 1886 avec une vitesse à la bouche d'environ 630 m/s, la balle version 1932N atteint même une vitesse 700 m/s environ, très impressionnante au vu des 350 m/s généralement atteint par les munitions de calibre 11 mm propulsées par la poudre noire. La distance utile et la distance de combat sont ainsi plus longues et la trajectoire beaucoup plus tendue. Enfin, les problèmes d'encrassement sont quasiment éradiqués.
Le calibre 8 mm est actuellement le calibre maximal admis en tir sportif avec carabine.

## Histoire du fusil Lebel
Le général Boulanger, devenu ministre de la Guerre le 7 janvier 1886, exigea qu'un prototype de ce fusil en 11 mm "Gras" lui soit présenté en petit calibre pour le 1er mai. Le passage à une munition de calibre réduit aurait pu nécessiter de redessiner le chargeur tubulaire des Modèle 1885, mais compte tenu du délai serré, les ingénieurs conservèrent une munition ayant l'étui original. De forme légèrement conique, celui-ci est fortement rétréci au niveau du collet pour recevoir un projectile chemisé ogival de 8 mm. Ce montage, alors inhabituel, donne une forme assez caractéristique à double conicité aux munitions de Lebel, précurseur des étuis à épaulement ubiquitaires de nos jours.

## Cartouches utilisées en France

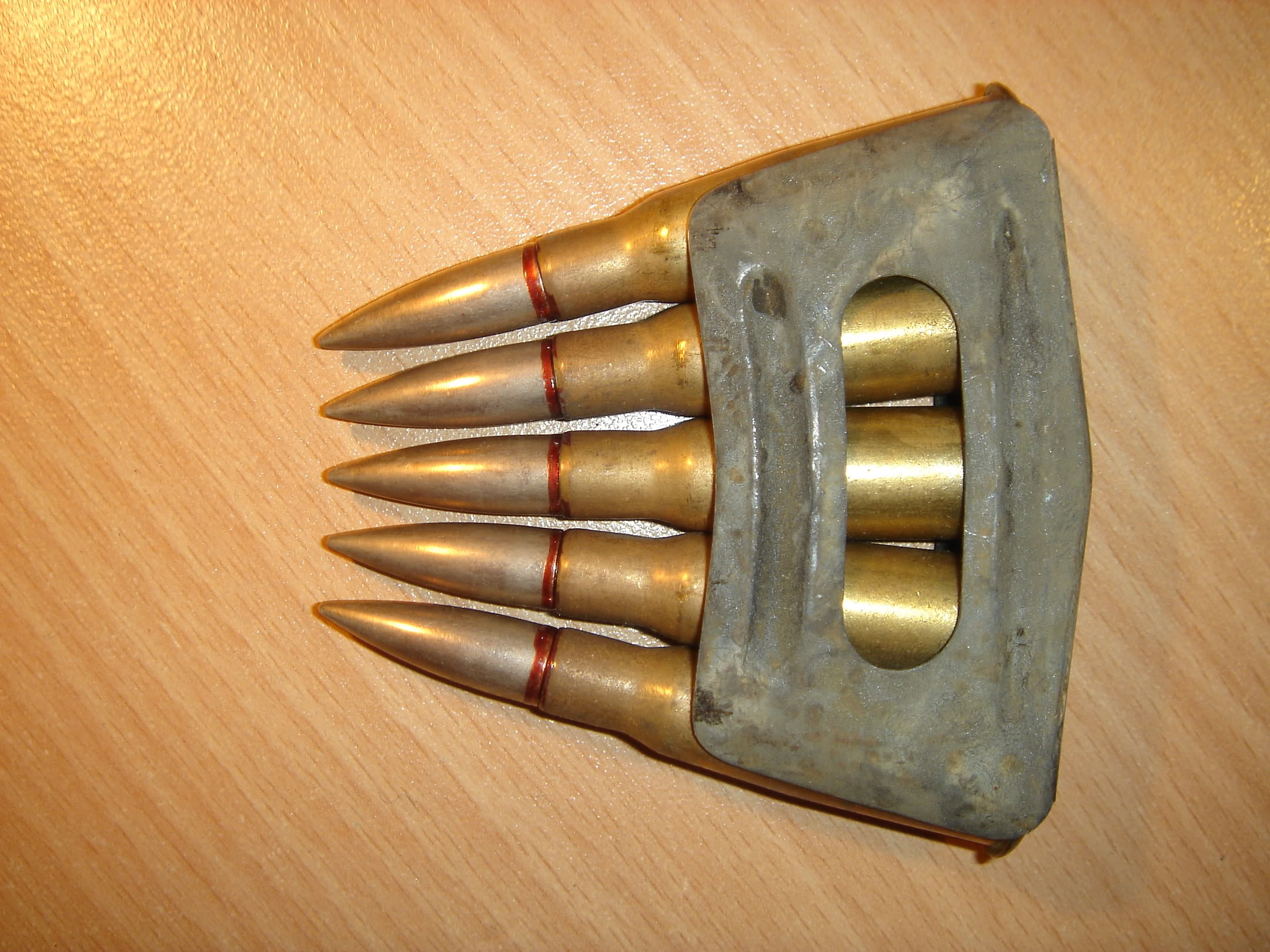
Clip pour le fusil automatique Modèle 1917.

### Cartouches à balle
- mle 1886 M (balle à bout plat en plomb chemisé Maillechort 2,75 g de poudre BF en 1887)
- mle 1886 D en 1898 (balle "D" de 12,8 g cylindro-ogivale à bout pointu en laiton, charge de 3 g de poudre BN3FD) vitesse initiale env. 700 m/s
- mle 1886 D à balle traçante T (balle de 11,2 g en laiton et composition traçante, charge de 3 g de poudre BFP1)
- mle 1886 D à balle perforante P (balle de 9,6 g en laiton et noyau d'acier, charge de 3,2 g de poudre BFP1)
- mle 1886 D à balle fraisée (balle de 12,3 g en laiton, charge de 3,2 g de poudre BFP1)
- mle 1917 fabriquée par la SFM (balle plomb chemisée de cupronickel de 12,55 à 12,90 g, charge de 3,15 g de poudre BNF3) vitesse env. 700 m/s
- mle 1932 N (balle à bout pointu de 12,50 g en plomb chemisé d'acier plaqué de cupronickel, charge de 3 g de poudre BPa 0,3). vitesse initiale env. 700 m/s. Cette balle lourde améliorée permet d'utiliser les mitrailleuses des ouvrages fixes jusqu'à une portée utile (hausse de combat) de 1 200 m, et pratique de 3 500 m avec une précision acceptable. Sa fabrication dure jusqu'en 1948.

### Cartouches à blanc
- mle 1897 à fausse balle en papier-paille embouti
- mle 1905 à blanc (balle en bois, charge de 1,3 g de poudre EF)

### Cartouches de tir réduit
- Cartouche de tir réduit à balle sphérique en plomb et charge de papier nitré, confectionnée dans les corps de troupe

### Cartouches inertes ou de manipulation
- Fausse-cartouche en bois (à culot laiton)
- Fausse-cartouche métallique à étui gaufré
- Fausse-cartouche à balle 1898 soudée et étui nickelé

### Cartouches propulsives
- Cartouche spéciale sans balle pour la propulsion des grenades à fusil d'exercice ou porte-message du tromblon VB

## Modèles d'armes

### Fusils
- Lebel modèle 1886
- Mousqueton Berthier 1890/1892
- Fusils Berthier 1902/1907-15/1916
- Fusil automatique Modèle 1917 dit RsC M1917

### Armes automatiques
- Mitrailleuse Hotchkiss  modèle 1897/1900
- Mitrailleuse Hotchkiss modèle 1914
- Fusil-mitrailleur Hotchkiss 1922/1926/1934
- Saint-Étienne modèle 1907
- Chauchat
- Mitrailleuse Darne

## Source
Le site personnel http://armesfrancaises.free.fr Armes française a servi de source à cet article